# Лемонье, Пьер Шарль
Пьер Шарль Лемонье́ (фр. Pierre Charles Le Monnier, 23 ноября 1715 — 3 апреля 1799) — французский астроном и профессор физики. Брат ботаника, миколога и врача Луи Гийома Лемонье (1717—1799).
Член Парижской академии наук (1736, adjoint géomètre), Лондонского королевского общества (1739), иностранный член Берлинской академии наук (1745).

## Биография
21 апреля 1736 года в возрасте двадцати лет был принят во Французскую академию наук. В том же году был избран для сопровождения Пьера Луи де Мопертюи (1698—1759) и Алекси Клода Клеро (1713—1765) в их геодезической экспедиции в Лапландию. Сочинения Лемонье печатались в изданиях Французской академии наук.

## Научные достижения
Научные достижения Пьера Шарля Лемонье включают:
- трудоёмкое исследование пертурбаций Юпитера, произведённых Сатурном, результаты которого были использованы и подтверждены Леонардом Эйлером (1707—1783) в его эссе 1748 года.
- ряд лунных наблюдений, которые продолжались более пяти десятилетий.
- некоторые интересные исследования земного магнетизма и атмосферного электричества, в последнем из которых он обнаружил регулярные суточные периоды активности. Лемонье предложил определять рефракцию по наблюдениям околополярных звёзд и участвовал во французском градусном измерении.
- определение позиций большого количества звёзд, которые включают в себя двенадцать отдельных наблюдений Урана, с 1765 года и до его окончательного открытия как планеты Уильямом Гершелем (1738—1822) 13 марта 1781 года. Наблюдения Лемонье оказались позже весьма полезными для изучения орбиты Урана.

## Научные работы
- Histoire céleste (1741).
- Théorie des comites (1743).
- Instituciones Astronomiques (1746).
- Nouveau zodiaque (1755).
- Observations de la lune, du soleit, et des etoiles fixes (1751—1775).
- Lois du magnttisme (1776—1778).

## Почести
В его честь был назван кратер Лемонье на Луне.